# Distrito de Nogent-sur-Marne
El distrito de Nogent-sur-Marne es un distrito (en francés arrondissement) de Francia, que se localiza en el departamento Valle del Marne (en francés Val-de-Marne), de la región Isla de Francia. Cuenta con 15 cantones y 14 comunas.
La capital de un departamento se llama subprefectura (sous-préfecture). Cuando un departamento contiene la prefectura (capital) del departamento, esa prefectura es la capital del distrito, y se comporta tanto como una prefectura como una subprefectura.

## División territorial

### Cantones
Los cantones del distrito de Nogent-sur-Marne son:
1. Bry-sur-Marne
2. Champigny-sur-Marne-Centre
3. Champigny-sur-Marne-Est
4. Champigny-sur-Marne-Ouest
5. Chennevières-sur-Marne
6. Fontenay-sous-Bois-Est
7. Fontenay-sous-Bois-Ouest
8. Joinville-le-Pont
9. Nogent-sur-Marne
10. Ormesson-sur-Marne
11. Le Perreux-sur-Marne
12. Saint-Mandé
13. Villiers-sur-Marne
14. Vincennes-Est
15. Vincennes-Ouest

### Comunas
| 1. Bry-sur-Marne (94015)        | 2. Champigny-sur-Marne (94017) | 3. Chennevières-sur-Marne (94019) | 4. Fontenay-sous-Bois (94033) |
| 5. Joinville-le-Pont (94042)    | 6. Nogent-sur-Marne (94052)    | 7. Noiseau (94053)                | 8. Ormesson-sur-Marne (94055) |
| 9. Le Perreux-sur-Marne (94058) | 10. Le Plessis-Trévise (94059) | 11. La Queue-en-Brie (94060)      | 12. Saint-Mandé (94067)       |
| 13. Villiers-sur-Marne (94079)  | 14. Vincennes (94080)          |                                   |                               |